# Austrodrillia sola
Austrodrillia sola é uma espécie de gastrópode do gênero Austrodrillia, pertencente a família Horaiclavidae.